# Novosad
Novosad – wieś (obec) na Słowacji położona w kraju koszyckim, w powiecie Trebišov. Pierwsze wzmianki o miejscowości pochodzą z 1318 roku. 
Według danych z dnia 31 grudnia 2012 roku, wieś zamieszkiwało 1008 osób, w tym 518 kobiet i 490 mężczyzn.
W 2001 roku rozkład populacji względem narodowości i przynależności etnicznej wyglądał następująco:
- Słowacy – 96,26%
- Czesi – 0,4%
- Romowie – 0,91%
- Ukraińcy – 0,2%
- Węgrzy – 0,61%

Ze względu na wyznawaną religię struktura mieszkańców kształtowała się w 2001 roku następująco:
- Katolicy rzymscy – 44,23%
- Grekokatolicy – 43,72%
- Ewangelicy – 0,1%
- Prawosławni – 0,51%
- Husyci – 0,1%
- Ateiści – 0,4%
- Nie podano – 3,04%